# Wilma van Elderen
Wilma van Elderen (11 april 1957) is een voormalig Nederlands voetbalster. Ze was lid van het Nederlands Dameselftal.

## Carrière
Van Elderen voetbalde bij SV Audacia in Moergestel. Zij voetbalde voordat Audacia een eigen damesvoetbalteam kreeg op trapveldjes in de buurt en was daarbij één van de 'jongens'.
Zij deed, qua kwaliteit en techniek, niets onder voor de jongens van haar leeftijdsgroep en werd voor het eerst geselecteerd én debuteerde voor de eerste officiële wedstrijd van een Nederlands damesvoetbalelftal voor de wedstrijd tegen en in Engeland (Reading) op 9 november 1973. Nederland verloor die wedstrijd slechts met 1-0 en Van Elderen had een basisplaats. Er waren 3.000 toeschouwers.
Basisopstelling 9-11-1973: Hanny van de Bungelaar (Bavos), Hennie Schlimbach-Smit (‘t Klooster), Ellen Popeyus (DOSL), Marian Wellenberg (Puck), Truus Deen † (Rhode), Jos Andeweg-de Vroedt (GDC), Corrie de Jong-Welgraven (GVC), Jo Fuchs † (VOS), José van Hoof (Bavos), Tilly van Rooijen (Nijenrodes), Wilma van Elderen (Audacia). Invalsters: Tonnie de Kort (Maurits), Hanneke van der Veen (Lycurgus), Hennie van Rooijen-Vernooij (Houten). Bondscoach: Bert Wouterse.
Haar 2e selectie was voor de wedstrijd op 11 mei 1974. De uitwedstrijd tegen Zwitserland in Schaffhausen eindigde in een 0-3 overwinning. Er waren 1.166 toeschouwers. Van Elderen begon als bankzitter en viel in maar moest de 2e helft jammer genoeg geblesseerd afhaken. Hierdoor miste zij helaas de 1e officiële thuisinterland in Groningen op 31 mei 1974. Logisch dat deze wedstrijd met 3-0 verloren ging.
Bij haar 3e en laatste selectie op 26 oktober 1974 was Van Elderen invaller in de wedstrijd tegen opnieuw Zwitserland in Waalwijk. De wedstrijd eindigde, voor 1.500 toeschouwers in 1-1.